# František Bakrlík
František Bakrlík (ur. 2 czerwca 1983 w Litvínovie) – czeski hokeista.

## Kariera
- HC Litvínov (1999–2000)
- Barrie Colts (2000–2002)
- Sarnia Sting (2002)
- Hvezda Brno (2002–2003)
- Winston Salem T-Birds (2003/2004)
- Adirondack Ice Hawks (2003/2003)
- Adirondack Frostbite (2004–2005)
- Berounští Medvědi (2005–2006)
- HC Roudnice (2006)
- Podhale Nowy Targ (2006–2008)
- HC Kometa Brno (2008–2009)
- GKS Tychy (2009–2009)
- Podhale Nowy Targ (2009–2010)
- HC Vrchlabí (2010)
- MMKS Podhale Nowy Targ (2010–2011)
- Hull Stingrays (2011)
- Coventry Blaze (2011–2012)
- Fife Flyers (2012)
- Slough Jets (2012–2013)
- Manchester Phoenix (2013-2015)
- Bracknell Bees (2015)
- Milton Keynes Lightning (2015-2017)
- Bracknell Bees (2017-2018)
- Mostečtí Lvi (2018-)

14 marca 2011 został zdyskwalifikowany przez Wydział Gier i Dyscypliny PZHL na okres jednego roku za zachowanie po meczu z 4 marca 2011 ze Stoczniowcem Gdańsk.
W związku z niemożnością w występów w polskiej lidze przeniósł się do Wielkiej Brytanii. W 2011 był zawodnikiem angielskich drużyn Hull Stingrays i Coventry Blaze. W styczniu przeniósł się do szkockiej drużyny Fife Flyers. Wszystkie trzy kluby występują w brytyjskich rozgrywkach EIHL. Od 1 sierpnia 2012 do maja 2013 był zawodnikiem angielskiego klubu Slough Jets, występującego w brytyjskiej drugiej klasie rozgrywkowej EPIHL. W maju 2013 został zawodnikiem Manchester Phoenix także z EPIHL. Od maja 2015 zawodnik Bracknell Bees w tej samej lidze. Od końca listopada 2015 zawodnik Milton Keynes Lightning także w EPIHL. W czerwcu 2016 przedłużył kontrakt z klubem. Odszedł z klubu po sezonie 2016/2017. Od czerwca 2017 ponownie zawodnik Bracknell Bees. W 2018 został zawodnikiem Mostečtí Lvi.
U schyłku kariery podjął pracę strażaka.

## Sukcesy
Klubowe
- Złoty medal mistrzostw Polski: 2007, 2010 z Podhalem Nowy Targ
- Puchar Polski: 2008 z GKS Tychy
- Srebrny medal EPIHL: 2015 z Manchester Phoenix
- Mistrzostwo play-off EPIHL: 2017 z Milton Keynes Lightning
- English Premier Cup: 2017 z Milton Keynes Lightning

Indywidualne
- EPIHL 2012/2013:
  - Trzecie miejsce w klasyfikacji strzelców w sezonie zasadniczym: 48 goli[15]
- EPIHL 2014/2015:
  - Drugi skład gwiazd ligi[16]